# Lactarius clarkeae
Lactarius clarkeae är en svampart som beskrevs av Cleland 1927. Lactarius clarkeae ingår i släktet riskor och familjen kremlor och riskor.   Inga underarter finns listade i Catalogue of Life.

## Källor

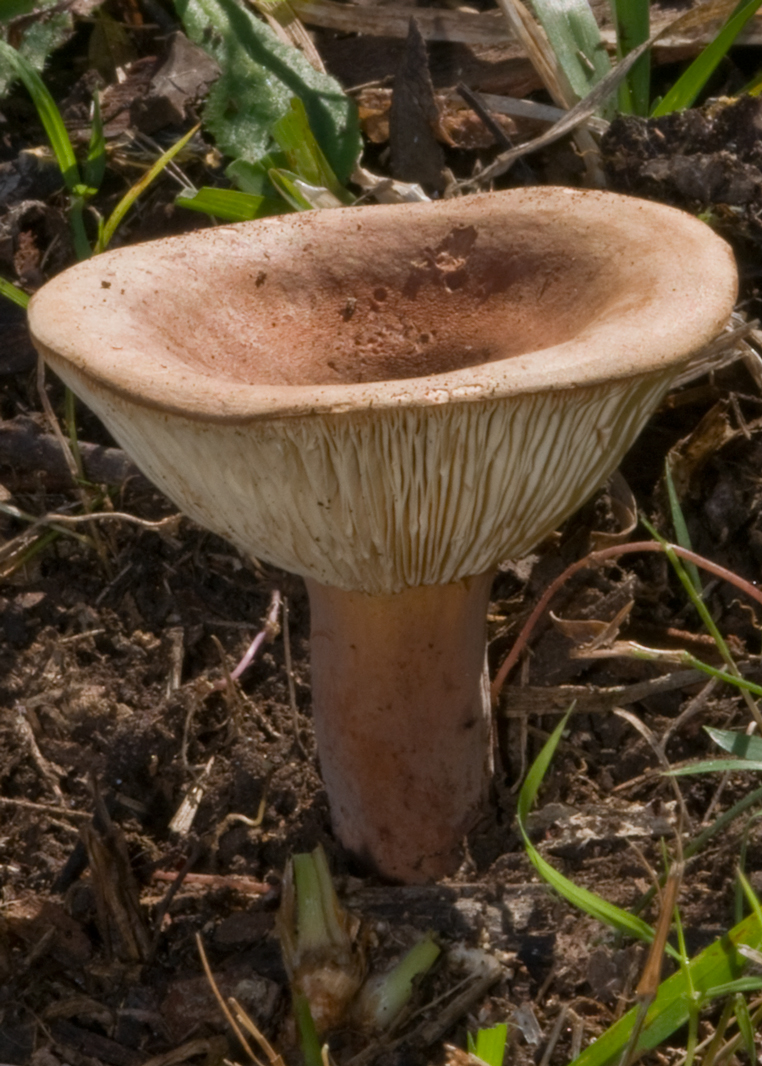